# Parque Nacional Natural Las Orquídeas
Parque Nacional Natural Las Orquídeas är en nationalpark i Colombia.   Den ligger i departementet Antioquía, i den nordvästra delen av landet, 300 km nordväst om huvudstaden Bogotá. Parque Nacional Natural Las Orquídeas ligger 2 801 meter över havet.